# Caenophanes yakuensis
Caenophanes yakuensis är en stekelart som beskrevs av Sergey A. Belokobylskij och Maeto 2006. Caenophanes yakuensis ingår i släktet Caenophanes och familjen bracksteklar. Inga underarter finns listade.